# Høyanger
Høyanger est une kommune de Norvège. Elle est située dans l'ancien comté de Vestland.

## Géographie
Le Sognefjord partage la commune en deux. Au nord se trouve, en plus du village d'Høyanger, les localités de Vadheim et Lavik. À dix kilomètres à l'ouest du centre d'Høyanger se situe Kyrkjebø.
La localité la plus peuplée au sud du Sogneford est Bjordal. Les hameaux de Ortnevik og Ikjefjord se trouvent aussi sur cette rive du fjord. Le tunnel de Bjordal et ses 1 552 mètres relie Bjordal à Søreide.